# Rasmus Kjær
Rasmus Kjær Pedersen (Glostrup, 4 de octubre de 1998) es un deportista danés que compite en bádminton, en la modalidad de dobles. Ganó dos medallas de bronce en el Campeonato Europeo de Bádminton, en los años 2024 y 2025.

## Palmarés internacional
| Campeonato Europeo | Campeonato Europeo     | Campeonato Europeo | Campeonato Europeo |
| Año                | Lugar                  | Medalla            | Prueba             |
| ------------------ | ---------------------- | ------------------ | ------------------ |
| 2024               | Saarbrücken (Alemania) | Medalla de bronce  | Dobles             |
| 2025               | Horsens (Dinamarca)    | Medalla de bronce  | Dobles             |